# Nordensvan
Nordensvan (eller Nordenswan) er en svensk-finsk adelig slægt, en gren af præsteslægten
Alopæus.

## Kendte medlemmer
- Arthur Nordensvan
- Carl Otto Nordensvan
- Georg Nordensvan
- Victorine Nordenswan